# 625 líneas
625 líneas va ser un programa de televisió, emès per TVE els diumenges en l'horari vespertí entre 1976 i el 12 d'abril de 1981.

## Contingut
L'objecte del programa, que s'emetia els diumenges en horari de tarda amb una hora de durada, era anticipar als espectadors els programes que emetria la cadena durant els següents set dies.
La idea de l'espai no era original, perquè la pròpia TVE havia emès ja abans programes-anunci de la seva pròxima programació. La novetat, i una de les claus de l'èxit, va ser l'adopció d'elements dels espais de varietats, com a entrevistes, números musicals i sobretot, humor.
A la fi dels anys 70, el programa va contractar a Tony Sáez, un jove canadenc de pares espanyols, per a organitzar entrevistes amb protagonistes de programes nord-americans que emetia TVE. Entre els actors que van visitar el plató de 625 línies destaquen Melissa Sue Anderson (Mary Ingalls) i Katherine MacGregor (Senyora Oleson), actrius en la popular sèrie Little House on the Prairie o Robin Ellis, de Poldark.
La sintonia del programa era Hoedown originalment d'Aaron Copland però en versió d'Emerson, Lake & Palmer, del seu àlbum Trilogy, 1972.

## Presentadors
En la primera etapa del programa, 1976-1977, la presentació va ser a càrrec del llavors director, José Antonio Plaza i l'actriu Paca Gabaldón, acompanyats per la dominicana Roxana Dupré, primera presentadora de color en la història de televisió a Espanya.
Durant uns mesos, la programació infantil va ser presentada per José María Pascual, el nen que interpretava les cançons de la sèrie de dibuixos animats "Marco", coincidint amb José Antonio Plaza i Paca Gabaldón, primer, i amb Mayra Gómez Kemp i Juan Santamaría; després, una ordre del Ministeri de Treball, apartava a José María del programa a causa de la seva minoria d'edat.
A partir de setembre de 1977, José Antonio Plaza i Paca Gabaldon van ser substituïts en la presentació de l'espai per la parella que més temps es va mantenir al capdavant: Mayra Gómez Kemp - en l'experiència que va suposar la seva popularitat com a presentadora - i Juan Santamaría. Durant alguns mesos de 1978, la que després seria estrella del cinema espanyol, Victoria Abril, es va ocupar de la secció musical. Gómez-Kemp i Santamaría van estar en el programa fins a 1979. José Antonio Plaza va continuar dirigint el programa.
Des de 1979 i fins a la cancel·lació del programa en 1981, la presentació va ser assumida per Marisa Abad, Isabel Borondo, Eva Gloria, Marisa Medina, Elena Gutiérrez i Santiago Peláez. Aquest últim va assumir la direcció del programa en 1979.

## Humoristes
Al llarg dels seus cinc anys d'emissió, van ser molts els humoristes que van amenitzar el programa amb les seves actuacions, encara que potser els més recordats van ser Tip y Coll que, en plena Transició, van fer un estrafaig de noticiari, en el qual van posar de moda la frase La setmana vinent parlarem del Govern. Amb tot, la parella d'humoristes més cèlebre de l'època va sofrir els rigors de la censura.
El programa va suposar també el debut davant la càmera de l'actriu còmica Beatriz Carvajal (1978). Altres humoristes que van desfilar pel plató de 625 líneas van ser Andrés Pajares (1978), en el paper d' El Currante, el tàndem Juanjo Menéndez-Jesús Puente (1979-1980) i Juanito Navarro i Simón Cabido, en la recuperació del seu personatge Doña Croqueta, en el qual va ser el seu moment de màxima popularitat.
El 1978 va comptar també amb la presència de María Eugenia, María Laura i María Emilia, les argentines Trillizas de Oro, conegudes per formar el cor de veus del cantant Julio Iglesias.

## Premis
- Premis Ondas 1978[5]
- TP d'Or 1977 i 1978 per Tip y Coll com a Personatge més popular.[6]
- TP d'Or 1978 a Mayra Gómez Kemp, com a Millor Presentadora.[7]

## Altres programes similars
Durant les dècades de 1960, 1970 i 1980 - en essència fins a l'aparició de les televisions privades a Espanya - es van succeir diversos programes que responien al mateix esquema que 625 líneas (avançar als espectadors els continguts de programació de la cadena pública en els següents dies), encara que cap d'ells, va aconseguir la repercussió i popularitat que l'espai dirigit per José Antonio Plaza i presentat per Mayra Gómez Kemp. Els programes d'aquesta naturalesa van ser:

### TVE es noticia
Emès les tardes del diumenge entre el 5 d'octubre de 1966 i l'11 d'octubre de 1970, va estar presentat per José Luis Uribarri, Pilar Cañada i Clara Isabel Francia. Tenia una duració de 20 minuts.

### La semana que viene
Successor de l'anterior, es va estrenar el 18 d'octubre de 1970 fins al 4 de juliol de 1971. Ho presentava, de nou, José Luis Uribarri.

### Vamos a ver
Aquest programa es va emetre immediatament després de la cancel·lació de 625 líneas i va estar dirigit per Jesús López Navarro, presentat per Marisa Medina, Julio César Fernández e Isabel Borondo des del 19 d'abril de 1981 fins al març de 1982.

### Próximamente
Nova denominació del mateix format, per la temporada 1982-1983, conduït per Marisa Medina i Isabel Bauzá.

### Y sin embargo...te quiero
Entre 1983 i 1985.

### La próxima semana
Entre juliol i octubre de 1984, durant la pausa estiuenca en que no es va emetre Y sin embargo, te quiero. Dirigit per Mercedes Ibáñez i presentat per Paula Gardoqui i Marisa Naranjo.

### De 7 en 7
Emès entre juliol de 1985 i abril de 1987. La presentació corria a càrrec del periodista José María Comesaña i de les actrius Nina Ferrer i Cristina Higueras. La direcció corresponia a Hernández Batalla i els guions a Paula Gardoqui.

### Fin de semana
Programa presentat per Inma de Santis i emès 1987 i 1988.

### Cartelera TVE
Presentat per Jose Toledo, Cartelera TVE va ser un programa emès entre 1994 i 2008 en el qual cada diumenge es repassaven les novetats de la programació de TVE i es realitzaven entrevistes i reportatges sobre els espais, presentadors i actors de la cadena.

### RTVE responde
En antena des de març de 2008, presentat per: Elena Sánchez.